# Namie amuro LIVE STYLE 2011
《namie amuro LIVE STYLE 2011》為日本歌手安室奈美惠於2011年12月21日發行之個人巡迴演唱會DVD。

## 簡介
- 2011年7月30日至12月27日的全國巡迴演唱會。預定行程由5月21日由千葉開始進行36場演唱會[1]。受東日本大震災影響，行程日期及場地大幅度變更。[2]
- 因急性上氣管炎中止了原於11月6日於橫濱體育館的演出[3]，另於12月27日進行轉帳公演。
- 11月27日於國立代代木競技場的演出結束後，進行月9連續劇「我無法戀愛的理由」第9集的拍攝。安室本人再度上台，並唱出主題曲「Love Story」進行拍攝。
- DVD、藍光光碟發售前，「arigatou」的映像於安室本人的Youtube主頁率先曝光。
- DVD、藍光光碟初回盤皆附有「特殊金箔字體」與八折海報A，通常盤則附有八折海報B。先行購入特典則再附送安室奈美惠新年賀卡。
- 為紀錄DVD、藍光光碟發行，「TOWER RECORDS」涉谷店於12月20日至12月26日舉行限定未公開的相片展。

## 曲目
※DVD、藍光光碟內容共通
1. NAKED
2. Bad Habit
3. HELLO
4. FAST CAR
5. make it happen
6. COPY THAT
7. WHAT A FEELING (Live Remix)
8. #1
9. No (Live Remix)
10. Top Secret
11. Tempest
12. Get Myself Back
13. "Uh Uh,,,,,,,"
14. ROCK STEADY
15. Defend Love
16. Break It
17. Wonder Woman
18. Hide & Seek
19. Queen of Hip-Pop
20. ROCK U
21. BLACK OUT
22. Higher
23. UNUSUAL
24. Fight Together
25. arigatou

## 資料來源
1. ↑  安室奈美恵、2011年アリーナツアーのスケジュール発表 （页面存档备份，存于）（ナタリー、2011年1月21日）
2. ↑  2011年全国ツアーに関するお知らせ （页面存档备份，存于）（VISION FACTORY、2011年4月18日）
3. ↑  安室奈美恵、横アリ公演を急性上気道炎のため途中中止 （页面存档备份，存于）（ナタリー、2011年11月7日）